# تمييز إيماني
التمييز الإيماني أو تسويق الإيمان أو ترويج الإيمان (بالإنجليزية: Faith branding)‏ أو وسم الإيمان، بغض النظر عن هذه التسميات فإنَّ هذا المصطلح هو مفهومٌ لتمييز ووسم المُنظمات الدينية والقادة الدينيون والبرامج الإعلامية على أمل التمكن من اختراق ثقافة موجهة من قبل الإعلام المُندفع نحو المستهلك بشكل أكثر فاعلية. إنَّ تمييز الإيمان يتعامل مع الإيمان باعتباره مُنتجًا حيث يحاول جهده تطبيق مبادئ التسويق من أجل «بيع» المنتج، والمُنتج هو الإيمان. كان ظهور التمييز الإيماني كاستجابة للتحدي الذي تواجهه المنظمات الدينية والقادة فيما يتعلق بكيفية التعبير عن إيمانهم في ظل ثقافة يهيمن عليها الإعلام.